# Parque Nacional de White Sands
O Parque Nacional de White Sands é uma área protegida nos Estados Unidos localizada no oeste do  condado de Otero e nordeste do condado de Doña Ana, cerca de 25 km a sudoeste de Alamogordo, no estado do Novo México. Está completamente cercado pelo Campo de Teste de Mísseis de White Sands.

## Campo de dunas
O parque protege 589,9 km² na Bacia do Tularosa, incluindo 41% ao sul de um campo de 710 km² de dunas de areia branca compostas por cristais de gesso. Este campo de dunas de gesso é o maior de seu tipo na Terra, 1 com uma profundidade de aproximadamente 9,1 m, dunas de até 18 m e aproximadamente 4,1 bilhões de toneladas métricas de areia de gesso.

## Fauna e flora
Milhares de espécies de animais habitam o parque, grande parte das quais são invertebrados. Várias espécies animais apresentam uma coloração branca ou esbranquiçada. Pelo menos 45 espécies são endêmicas, vivendo apenas neste parque, sendo 40 delas espécies de mariposas. Só as plantas tolerantes à seca e  ao solo alcalino são capazes de sobreviver. Algumas espécies são capazes de armazenar água durante os verões quentes e invernos secos, florescendo na primavera, como o cactus Cylindropuntia imbricata e a suculenta Yucca elata, cujas folhas usada pelos nativos para a cestaria e a fabricação de cordas, esteiras e sandálias, as raíces para produzir sabão as flores como alimento. Rhus trilobata tem sido historicamente usada para fins medicinais e alimentares.

## Sitio arqueológico
Os arqueólogos encontraram pegadas humanas fossilizadas neste parque, que registram mais dois kilómetros de ida e volta e formam a mais longa pegada humana dupla do final do Pleistoceno no mundo. Uma adolescente ou mulher adulta pequena, provavelmente grávida, fez duas viagens separadas por pelo menos várias horas, carregando uma criança pequena em pelo menos uma direção. Existem também pegadas de uma preguiça gigante e de um mamute.2 As pegadas humanas estão estratigráficamente restritas e delimitadas por camadas de sementes datadas por radiocarbono entre ~ 23 e 21 mil anos atrás.
Os primeiros grupos a entrar na bacia de Tularosa eram excelentes caçadores e fabricantes de ferramentas de pedra. Eles usaram pedras das montanhas próximas para fazer pontas de projéteis para as lanças. Até cerca de 12.000 anos atrás, a bacia de Tularosa apresentava grandes lagos, riachos, pastagens e mamíferos da Idade do Gelo. Até o final da era glacial mais recente, os grupos do período paleo-indiano caçavam animais grandes nas pastagens exuberantes, usando lanças lançadas à mão. À medida que o tempo esquentava, a chuva e o degelo dissolveram o gesso das montanhas circundantes. E eles o levaram para a bacia. O aquecimento e a secagem posteriores fizeram com que os lagos evaporassem e formassem cristais de selenita. Então, ventos fortes quebraram os cristais e os levaram para o leste. Um processo semelhante continua a produzir areia de gesso hoje.5 As pessoas que mais tarde habitaram a região se adaptaram para sobreviver no deserto no que é conhecido como período arcaico.

## Geologia

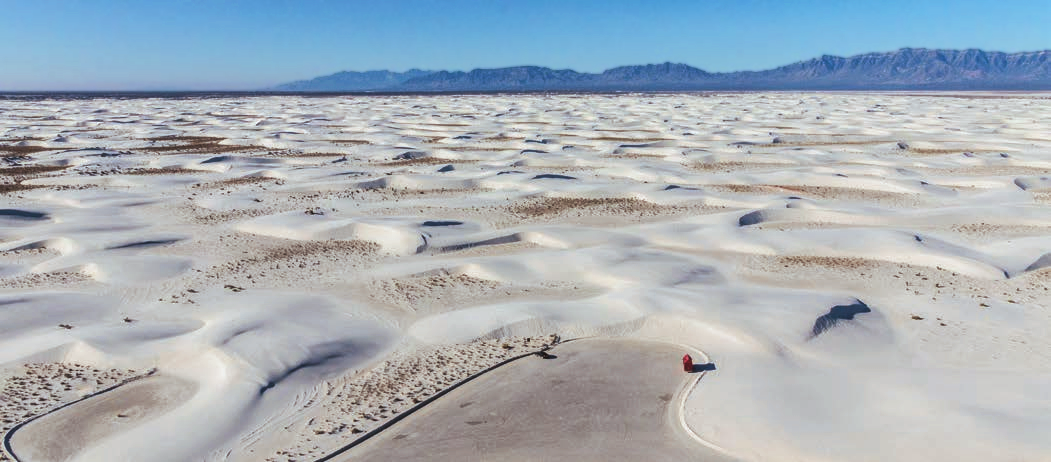
Dunas no White Sands.

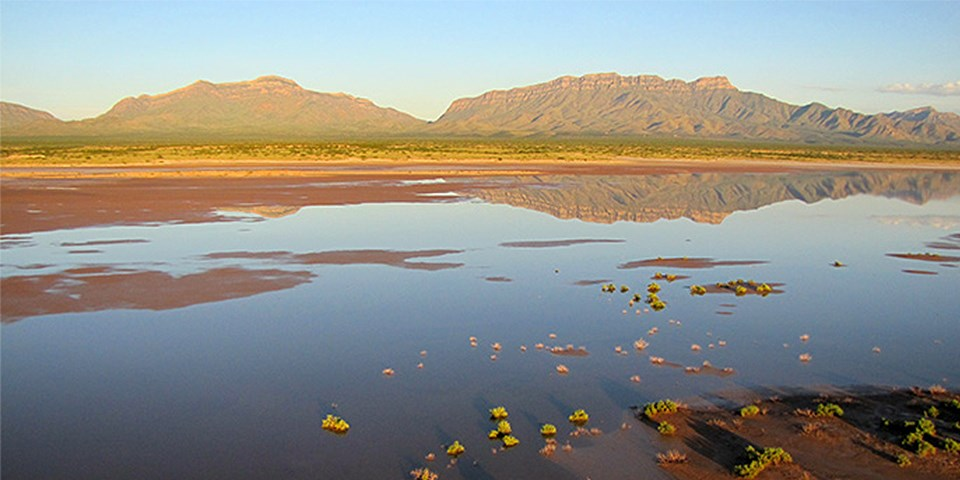
Lago Lucero

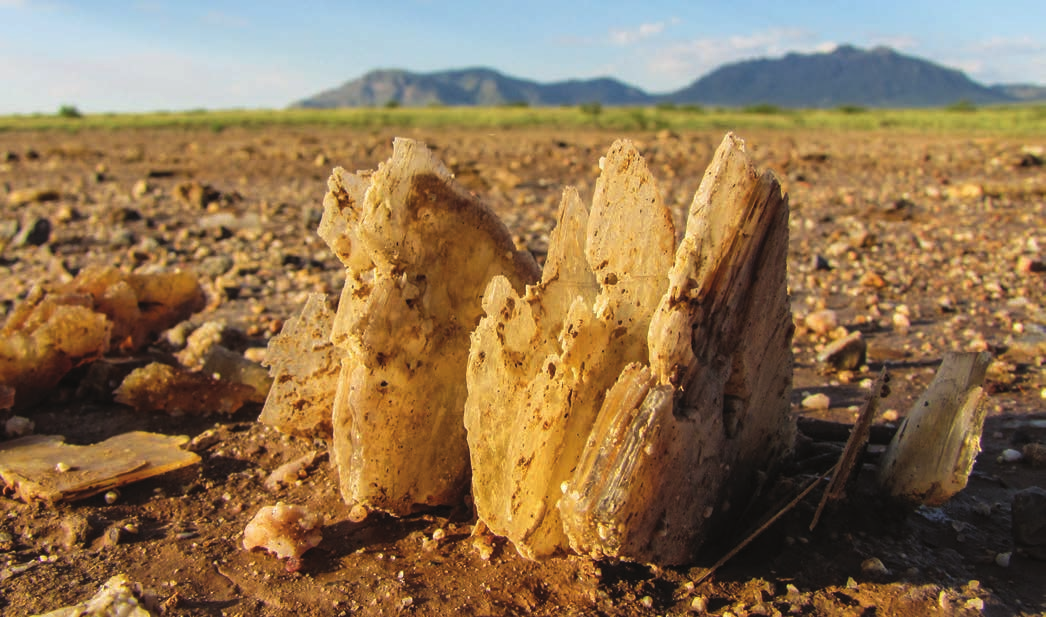
Cristales de selenita no White Sands.

Durante o período Permiano, mares rasos cobriram a área que hoje forma o Parque Nacional White Sands. Os mares deixaram para trás gesso (sulfato de cálcio) e a atividade tectônica subsequente elevou áreas do fundo do mar rico em gesso para formar parte das montanhas de San Andrés e Sacramento. Com o tempo, a chuva dissolveu o gesso solúvel em água nas montanhas e os rios levaram-no para a Bacia de Tularosa, que não tem saída para o mar. A água aprisionada afundou no solo ou formou poças rasas que posteriormente secaram, deixando o gesso na superfície em uma forma cristalina chamada selenita. A água subterrânea que flui para fora da Bacia de Tularosa flui para o sul na Bacia de Hueco. Durante a última era do gelo, um corpo de água de 4.144 km2 chamado Lago Otero cobriu grande parte da bacia. Quando terminou a glaciação o Lago Otero secou e uma grande área plana de cristais de selenita permaneceu, que é chamada de Alkali Flat.
O atual Lago Lucero é um lago seco no canto sudoeste do parque, em um dos pontos mais baixos da bacia. Chuva e neve derretida das montanhas circundantes e ressurgência de águas subterrâneas profundas dentro da bacia periodicamente enchem o Lago Lucero com água contendo gesso dissolvido. À medida que a água evapora, pequenos cristais de selenita com cerca de 2,5 cm de diâmetro se formam na superfície do lago. A maior parte da formação de cristais ocorre quando grandes inundações concentram a água mineralizada a cada dez a quatorze anos. O vento e a água quebram os cristais em partículas progressivamente menores até que se torneam grãos finos de areia de gesso branca.